# Sonne (Leichlingen)
Sonne ist ein Wohnplatz in der Stadt Leichlingen (Rheinland) im Rheinisch-Bergischen Kreis.

## Lage und Beschreibung
Sonne liegt südlich des Leichlinger Zentrums auf einem niedrigen Höhenzug zwischen dem Weltersbach und dem Murbach, der zugleich die Grenze zu Leverkusen bildet, und ist in zwei benachbarte Siedlungsbereiche aufgeteilt. Am Ort führt die Landesstraße 294 vorbei, die bis zu einer Neutrassierung in den 1960er Jahren durch den Ort führte. Nachbarorte sind Wietsche, Wietschermühle, Balken, Zeit, Junkersholz, Hasensprung, Büschershöfe und Steegershäuschen auf Leichlinger und Neuenkamp auf Leverkusener Stadtgebiet.

## Geschichte
Im 18. Jahrhundert gehörte der Ort zum Kirchspiel Leichlingen im bergischen Amt Miselohe. Die Topographische Aufnahme der Rheinlande von 1824 verzeichnet den Hof als Sonne, die Preußische Uraufnahme von 1844 zeigt den Ort nicht. 
1832 gehörte Sonne der Bürgermeisterei Leichlingen an. Der laut der Statistik und Topographie des Regierungsbezirks Düsseldorf als Wirthshaus kategorisierte Ort besaß zu dieser Zeit ein Wohnhaus und ein landwirtschaftliches Gebäude. Zu dieser Zeit lebten acht Einwohner im Ort, allesamt evangelischen Glaubens.
Im Gemeindelexikon für die Provinz Rheinland werden 1885 drei Wohnhäuser mit 21 Einwohnern angegeben. 1895 besitzt der Ort drei Wohnhäuser mit 13 Einwohnern, 1905 drei Wohnhäuser und 19 Einwohner.